# Galápagosdvärgrall
Galápagosdvärgrall (Laterallus spilonota) är en fågel i familjen rallar inom ordningen tran- och rallfåglar. Den förekommer endast i Galápagosöarna där den anses vara utrotningshotad.

## Utseende och läten
Galápagosdvärgrallen är en liten (15–16 cm) och mörk rall. Den är gråsvart på huvud, hals och bröst, brun ovan med små vita fläckar under häckningstid och mörkt gråbrun undersida med svartvitbandade undre stjärttäckare. Ögat är rött, näbben svart och benen bruna. Bland lätena hörs ett snabbt "chi-chi-chi-chirroo", en fallade drill och olika sorters skallrande, gnisslande, väsande och kacklande läten.

## Utbredning och status
Fågeln förekommer enbart på Galápagosöarna, på ett stort antal öar inklusive Pinta, Fernandina, Isabela, Santiago, Santa Cruz, Floreana och San Cristóbal, på den sistnämnda troligen dock utdöd.

## Levnadssätt
Galápagosdvärgrallen hittas i täta snår och annan undervegetation i fuktiga höglänta områden. Den verkar föredra områden med sötvattensdammar och undviker kortvuxen örtvegetation. Historiskt är den även känd från kustnära mangroveskogar, men har av okänd anledning övergivit dessa. Födan består mestadels av ryggradslösa djur och frön.

## Status och hot
Galápagosdvärgrallen har ett litet utbredningsområde och tros minska till följd av påverkan från invasiva växter och djur samt habitatförstörelse. Internationella naturvårdsunionen IUCN anser den därför vara hotad och placerar den i hotkategorin sårbar. Världspopulationen uppskattas till mellan 3 300 och 6 700 vuxna individer.